# Gayella reedi
Gayella reedi är en stekelart som beskrevs av Willink 1963. Gayella reedi ingår i släktet Gayella och familjen Masaridae. Inga underarter finns listade i Catalogue of Life.